# Яворов (връх)
Вижте пояснителната страница за други значения на Яворов.
Връх Яворов (на английски: Yavorov Peak) е покрит с лед връх, разположен на 640 m н.в. в Делчев хребет в планина Тангра на остров Ливингстън, Антарктика. Получава това име в чест на поета Пейо Яворов през 2004 г.

## Описание
Върхът се намира североизточно от Триградска седловина, 1,6 km североизточно от Делчев връх, 760 m североизточно от връх Спартак, 1 km на юг-югоизток от връх Родопи и 690 m на запад-югозапад от връх Елена. Издига се над ледника Сопот на север и запад, и ледника Странджа на югоизток.

## Картографиране
Британско картографиране на върха от 1968 г. и българско от 2005 и 2009 г.

## Карта
- L.L. Ivanov et al. Antarctica: Livingston Island, South Shetland Islands (from English Strait to Morton Strait, with illustrations and ice-cover distribution). Топографска карта в мащаб 1:100000. София: Antarctic Place-names Commission of Bulgaria, 2005.
- Л. Иванов. Антарктика: Остров Ливингстън и острови Гринуич, Робърт, Сноу и Смит. Топографска карта в мащаб 1:120000. Троян: Фондация Манфред Вьорнер, 2009. ISBN 978-954-92032-4-0